# Recilia antea
Recilia antea là loài côn trùng thuộc họ Cicadellidae, bộ Cánh nửa. Loài này được Linnavuori miên tả năm 1969.